# Élections sénatoriales de 2008 dans l'Ardèche
Les élections sénatoriales en Ardèche ont eu lieu le dimanche 21 septembre 2008. Elles ont eu pour but d'élire les sénateurs représentant le département au Sénat pour un mandat de six années.

## Contexte départemental
Lors des élections sénatoriales du 27 septembre 1998 en Ardèche, deux sénateurs ont été élus, un DL et un PS.
Depuis, tous les effectifs du collège électoral des grands électeurs ont été renouvelés, avec les élections législatives françaises de 2007, les élections régionales françaises de 2004, les élections cantonales de 2004 et 2008 et les élections municipales françaises de 2008.

## Rappel des résultats de 1998
| Candidat et parti politique | Candidat et parti politique | Candidat et parti politique | Premier tour | Premier tour | Second tour | Second tour |
| Candidat et parti politique | Candidat et parti politique | Candidat et parti politique | Voix         | %            | Voix        | %           |
| --------------------------- | --------------------------- | --------------------------- | ------------ | ------------ | ----------- | ----------- |
|                             | Michel Teston               | PS                          | 339          | 36,57        | 441         | 48,04       |
|                             | Henri Torre                 | DL                          | 291          | 31,39        | 435         | 47,39       |
|                             | Jacques Dondoux             | PRG                         | 276          | 29,77        | 335         | 36,49       |
|                             | Jacques Genest              | RPR                         | 273          | 29,45        | 429         | 46,73       |
|                             | Henri-Jean Arnaud           | RPR                         | 176          | 18,99        | Retrait     | Retrait     |
|                             | Jean-Marie Roux             | RPR                         | 175          | 18,88        | Retrait     | Retrait     |
|                             | Henri Delauche              | PCF                         | 92           | 9,92         | 86          | 9,37        |
|                             | Suzanne Vidal               | PCF                         | 92           | 9,92         | Retrait     | Retrait     |
|                             | Michel Rabanit              | Verts                       | 21           | 2,27         | Retrait     | Retrait     |
|                             | Henry Desprès               | FN                          | 16           | 1,73         | Retrait     | Retrait     |
|                             | Alain Gibert                | Verts                       | 16           | 1,73         | Retrait     | Retrait     |
|                             |                             |                             |              |              |             |             |
| Inscrits                    | Inscrits                    | Inscrits                    | 945          | 100,00       | 945         | 100,00      |
| Abstentions                 | Abstentions                 | Abstentions                 | 9            | 0,95         | 5           | 0,53        |
| Votants                     | Votants                     | Votants                     | 936          | 99,05        | 940         | 99,47       |
| Blancs et nuls              | Blancs et nuls              | Blancs et nuls              | 9            | 0,96         | 22          | 2,34        |
| Exprimés                    | Exprimés                    | Exprimés                    | 927          | 99,04        | 918         | 97,66       |

## Sénateurs sortants
| Sénateur | Sénateur      | Parti | Fonctions lors de l'élection en 1998 |
| -------- | ------------- | ----- | ------------------------------------ |
|          | Michel Teston | PS    | Président du conseil général         |
|          | Henri Torre   | UMP   | Sénateur sortant, conseiller général |

## Présentation des candidats et des suppléants
Les nouveaux représentants sont élus pour une législature de 6 ans au suffrage universel indirect par les 981 grands électeurs du département. En Ardèche, les sénateurs sont élus au scrutin majoritaire à deux tours. Leur nombre reste inchangé, 2 sénateurs sont à élire. Ils sont 9 candidats dans le département, chacun avec un suppléant.
| T/S | Candidats | Candidats              | Parti | Principale fonction                    |
| --- | --------- | ---------------------- | ----- | -------------------------------------- |
| T   |           | Jean-Pierre Bardine    | PCF   |                                        |
| S   |           | Élisabeth Le Bournault | PCF   |                                        |
| T   |           | François Jacquart      | PCF   |                                        |
| S   |           | Éliane Coste           | PCF   |                                        |
| T   |           | François Louvet        | Verts |                                        |
| S   |           | Alain Gibert           | Verts |                                        |
| T   |           | Jean-Claude Mourgues   | Verts |                                        |
| S   |           | Éric Arnou             | Verts |                                        |
| T   |           | Yves Chastan           | PS    | Conseiller général, maire de Privas    |
| S   |           | Denis Duchamp          | PS    |                                        |
| T   |           | Michel Teston          | PS    | Sénateur sortant, conseiller général   |
| S   |           | Mauricette Crouzet     | PS    |                                        |
| T   |           | Pierre Giraud          | DVD   |                                        |
| S   |           | Bernard Perrier        | DVD   |                                        |
| T   |           | Jacques Genest         | UMP   | Conseiller général, maire de Coucouron |
| S   |           | Jean-Paul Chauvin      | UMP   |                                        |
| T   |           | Véronique Gathercole   | FN    |                                        |
| S   |           | Jean-Claude Durieux    | FN    |                                        |

## Résultats
| Candidat et parti politique | Candidat et parti politique | Candidat et parti politique | Premier tour | Premier tour | Second tour | Second tour |
| Candidat et parti politique | Candidat et parti politique | Candidat et parti politique | Voix         | %            | Voix        | %           |
| --------------------------- | --------------------------- | --------------------------- | ------------ | ------------ | ----------- | ----------- |
|                             | Michel Teston               | PS                          | 516          | 53,58        |             |             |
|                             | Jacques Genest              | UMP                         | 423          | 43,93        | 473         | 49,68       |
|                             | Yves Chastan                | PS                          | 320          | 33,23        | 479         | 50,32       |
|                             | Pierre Giraud               | DVD                         | 293          | 30,43        | Retrait     | Retrait     |
|                             | François Jacquart           | PCF                         | 93           | 9,66         | Retrait     | Retrait     |
|                             | Jean-Pierre Bardine         | PCF                         | 50           | 5,19         | Retrait     | Retrait     |
|                             | Jean-Claude Mourgues        | Verts                       | 43           | 4,47         | Retrait     | Retrait     |
|                             | François Louvet             | Verts                       | 38           | 3,95         | Retrait     | Retrait     |
|                             | Véronique Gathercole        | FN                          | 7            | 0,73         | Retrait     | Retrait     |
|                             |                             |                             |              |              |             |             |
| Inscrits                    | Inscrits                    | Inscrits                    | 981          | 100,00       | 981         | 100,00      |
| Abstentions                 | Abstentions                 | Abstentions                 | 13           | 1,33         | 11          | 1,12        |
| Votants                     | Votants                     | Votants                     | 968          | 98,67        | 970         | 98,88       |
| Blancs et nuls              | Blancs et nuls              | Blancs et nuls              | 5            | 0,52         | 18          | 1,86        |
| Exprimés                    | Exprimés                    | Exprimés                    | 963          | 99,48        | 952         | 98,14       |